# Bohoyo
Bohoyo es un municipio y localidad española de la provincia de Ávila, en la comunidad autónoma de Castilla y León. El término municipal tiene una población de 214 habitantes (INE 2024).

## Geografía
El municipio tiene una superficie de 73.87 km². Está formado por las localidades de Bohoyo, Los Guijuelos, Navamediana y Navamojada. Pertenece al partido judicial de Piedrahíta (IV de Ávila).
La localidad, que dista 94 km de la capital provincial, se encuentra situada a una altitud de 1139 m sobre el nivel del mar.
| Noroeste: Los Llanos de Tormes | Norte: Los Llanos de Tormes                                          | Noreste: Santiago de Tormes                       |
| Oeste: Tormellas               |                                                                      | Este: Zapardiel de la Ribera y Santiago de Tormes |
| Suroeste: Navalonguilla        | Sur: Villanueva de la Vera (Cáceres) y Madrigal de la Vera (Cáceres) | Sureste: Candeleda                                |

### Clima

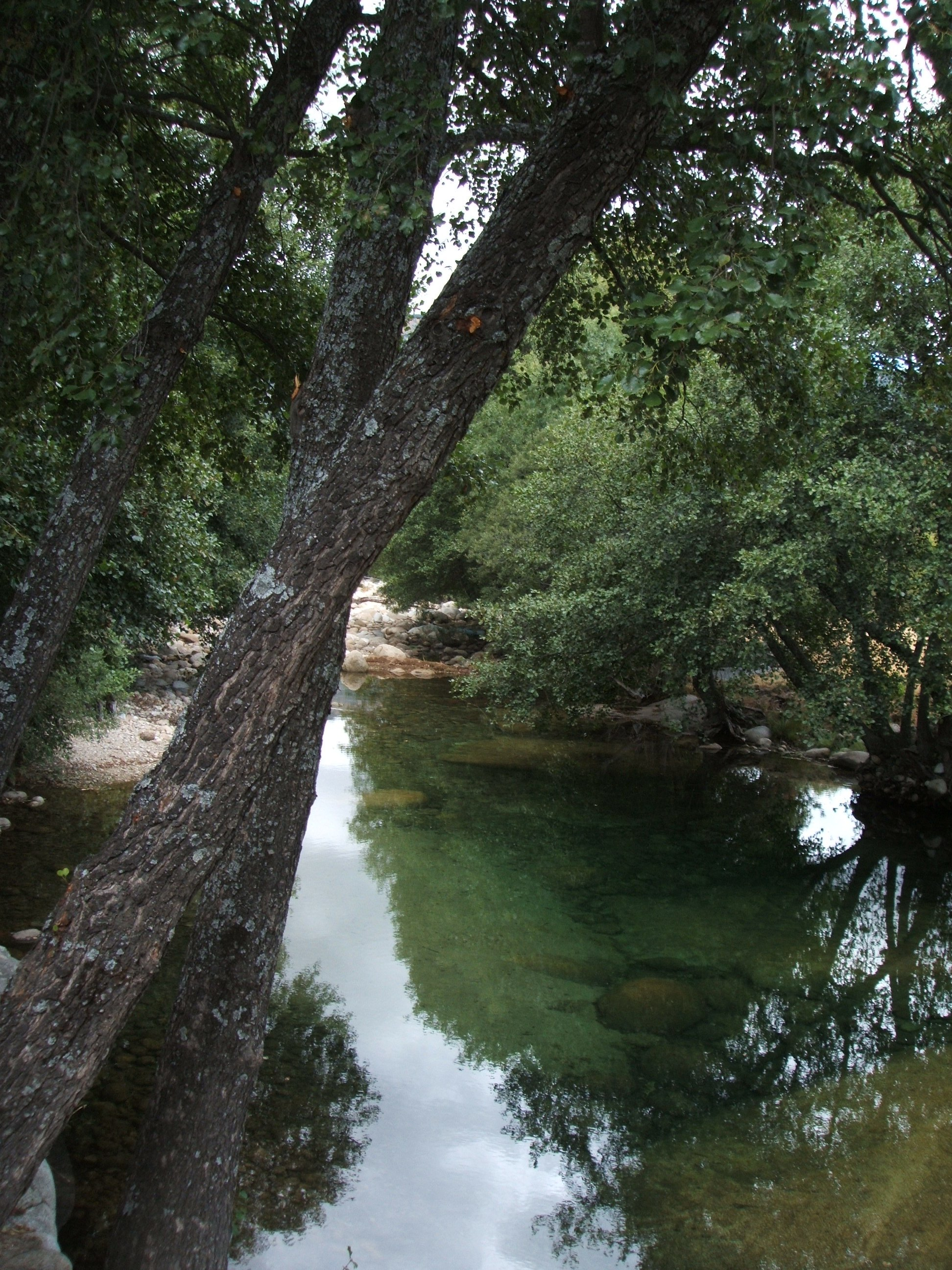
Garganta de Bohoyo

De acuerdo a los datos de la tabla a continuación, Bohoyo tiene un clima Csb (templado con verano seco y templado) según la clasificación climática de Köppen modificada.
| Parámetros climáticos promedio de Bohoyo en el periodo 1961-1974 | Parámetros climáticos promedio de Bohoyo en el periodo 1961-1974 | Parámetros climáticos promedio de Bohoyo en el periodo 1961-1974 | Parámetros climáticos promedio de Bohoyo en el periodo 1961-1974 | Parámetros climáticos promedio de Bohoyo en el periodo 1961-1974 | Parámetros climáticos promedio de Bohoyo en el periodo 1961-1974 | Parámetros climáticos promedio de Bohoyo en el periodo 1961-1974 | Parámetros climáticos promedio de Bohoyo en el periodo 1961-1974 | Parámetros climáticos promedio de Bohoyo en el periodo 1961-1974 | Parámetros climáticos promedio de Bohoyo en el periodo 1961-1974 | Parámetros climáticos promedio de Bohoyo en el periodo 1961-1974 | Parámetros climáticos promedio de Bohoyo en el periodo 1961-1974 | Parámetros climáticos promedio de Bohoyo en el periodo 1961-1974 | Parámetros climáticos promedio de Bohoyo en el periodo 1961-1974 |
| Mes | Ene.                                                             | Feb.                                                             | Mar.                                                             | Abr.                                                             | May.                                                             | Jun.                                                             | Jul.                                                             | Ago.                                                             | Sep.                                                             | Oct.                                                             | Nov.                                                             | Dic.                                                             | Anual                                                            |
| --- | ---------------------------------------------------------------- | ---------------------------------------------------------------- | ---------------------------------------------------------------- | ---------------------------------------------------------------- | ---------------------------------------------------------------- | ---------------------------------------------------------------- | ---------------------------------------------------------------- | ---------------------------------------------------------------- | ---------------------------------------------------------------- | ---------------------------------------------------------------- | ---------------------------------------------------------------- | ---------------------------------------------------------------- | ---------------------------------------------------------------- |
| Temp. media (°C) | 2.90                                                             | 3.60                                                             | 5.80                                                             | 7.90                                                             | 11.60                                                            | 14.90                                                            | 18.70                                                            | 18.40                                                            | 16.00                                                            | 11.20                                                            | 5.40                                                             | 2.30                                                             | 9.90                                                             |
| Precipitación total (mm) | 107.70                                                           | 138.00                                                           | 85.20                                                            | 59.70                                                            | 92.00                                                            | 55.40                                                            | 12.30                                                            | 11.20                                                            | 44.90                                                            | 97.20                                                            | 103.00                                                           | 69.40                                                            | 875.80                                                           |
| Fuente: Ministerio de Agricultura, Alimentación y Medio Ambiente. Datos de precipitación para el periodo 1961-1974 y de temperatura para el periodo 1961-1973 en Bohoyo 3 de octubre de 2012 |                                                                  |                                                                  |                                                                  |                                                                  |                                                                  |                                                                  |                                                                  |                                                                  |                                                                  |                                                                  |                                                                  |                                                                  |                                                                  |

## Historia
Antes de la reorganización provincial de Javier de Burgos, en 1833, perteneció a la provincia de Salamanca, como el resto de la comarca natural del Alto Tormes. En 1837 quedó suprimido definitivamente en España el régimen señorial y se estableció una organización territorial basada en la uniformidad administrativa, regida por un cuerpo de leyes de aplicación general a todo el territorio. Bohoyo dejó entonces de ser villa eximida con jurisdicción propia y quedó integrado en la jurisdicción del partido judicial de El Barco de Ávila.
A mediados del siglo XIX, la villa tenía contabilizada una población de 623 habitantes. Aparece descrita en el cuarto volumen del Diccionario geográfico-estadístico-histórico de España y sus posesiones de Ultramar de Pascual Madoz de la siguiente manera:

BOHOYO: v. con ayunt. de la prov., adm. de rent. y dióc. de Avila (14 leg.), part. jud. de Barco de Avila (2), aud. terr. de Madrid (30), c. g. de Castilla la Vieja (Valladolid 30): sit. en terreno montuoso, la combaten en general el viento N. y E. y su clima húmedo produce reumas, pulmonias y tercianas: tiene 200 casas inclusas las de sus anejos Guijuelos, Navamediana y Navamojada, que comprende una de ayunt., cárcel, escuela de instruccion primaria, comun á ambos sexos, servida por un maestro con la dotacion de 950 rs.; una fuente de buen agua, un pósito y una igl. parr. (Ntra. Sra. de la Asuncion), servida por un párroco, cuyo curato es de entrada, de presentacion de S. M. en los meses apostólicos y del ob. en los ordinarios con arreglo al concordato: tiene 4 ermitas, una inmediata al pueblo (el santo Ángel de la Guarda), otra en el anejo de Guijuelos (los santos Mártires), otra en el de Navamojada (el Apóstol San Pedro) y la otra en el de Navamediana (San Antonio de Pádua). Confina el térm. al N. con el r. Tormes; E. la sierra de Credos; S. Tormellas, y O. La Aliseda: se estiende 1/4 de leg. por N. y E. y una por S. y O.: brotan en él varias fuentes y el r. Tormes que nace en la sierra de Navarredonda y toca parte de este térm., pasando á la prov. de Salamanca. El terreno está en su mayor parte poblado de monte; tiene en cultivo 1,485 fan. arenosas, flojas ó de tercera calidad, destinando la menos mala para trigo, lino, garbanzos y legumbres. caminos: los que dirijen á los pueblos inmediatos, todos en mal estado. El correo se recibe de Avila por el balijero de la cab. del part. prod.: lo ya referido y centeno, cebada, habichuelas, patatas y buena frata; mantiene ganado lanar, cabrio y vacuno; cria caza de perdices y conejos; hay pesca de truchas. ind.: 3 molinos harineros. comercio, estraccion de frutas, habichuelas y patatas, é importacion de trigo. pobl. 159 vec., 623 alm. cap. prod. 1.509,500 rs. imp. 60,380 ind. y fabril 2,900. contr. 10,837 rs. con 7 mrs.
(Madoz, 1846, p. 376)

## Demografía
Bohoyo cuenta con una población de 214 habitantes (INE 2024).
| Gráfica de evolución demográfica de Bohoyo entre 1842 y 2021                                                          |
| |
| Población de derecho según los censos de población del INE. Población de hecho según los censos de población del INE. |

## Administración
| Periodo   | Nombre                         | Partido |
| --------- | ------------------------------ | ------- |
| 1979-1983 | Jose Luis López Sánchez        | AE      |
| 1983-1987 | Jose Luis López Sánchez        | PSOE    |
| 1987-1991 | Antonio Sánchez Taberna        | PP      |
| 1991-1995 | Pascual Martín Taberna         | PP      |
| 1995-1999 | Pascual Martín Taberna         | PP      |
| 1999-2003 | José Ángel Merino Hernández    | PP      |
| 2003-2007 | José Ángel Merino Hernández    | PP      |
| 2007-2011 | Raquel Hernández Fernández     | PP      |
| 2011-2015 | Antonio Sánchez Taberna        | PP      |
| 2015-2019 | Mª del Rosario Hernández Chapa | PP      |
| 2019-2023 | Álvaro Hernández Blázquez      | PP      |
| 2023-act. | Jaime García Sánchez           | PP      |

## Patrimonio
- Iglesia de la Asunción de Nuestra Señora (siglo XV-XVI): nave gótica (siglo XV-XVII) y crucero y capilla que corresponden a una ampliación. Retablo barroco, hecho a medida de la iglesia, obra de los Hermanos de la Inzera Velasco, con una imagen del siglo XVI-XVII y otra del siglo XVIII, la segunda de la virgen de la Asunción. Hay un órgano del siglo XVIII y un púlpito de madera con tornavoz barroco. Hay un cuadro de El Mazo, también del siglo XVIII, y el suelo está cubierto de inscripciones funerarias;
- El citado cuadro de El Mazo es un retrato de Santiago José García Mazo, sacerdote nacido en la villa que terminó sus días como magistral de la Catedral de Valladolid. Es autor de un Catecismo explicado, conocido como el Mazo, más por la extensión de sus explicaciones que por el apellido del autor, según Miguel de Unamuno;
- Ermita del Santo Ángel, posee una fachada renacentista, su ábside alberga dos imágenes: San Miguel Arcángel y el Santo Ángel Custodio;
- Ermita de los Santos Mártires, situada la pedanía de Los Guijuelos. Se trata de la más antigua de la zona;
- La Garganta de Bohoyo.

## Símbolos
El escudo heráldico y la bandera que representan al municipio fueron aprobados oficialmente por decreto el 28 de abril de 1998. El escudo se blasona de la siguiente manera:

Escudo mantelado: 1.º en campo de gules una corona de Marqués de oro, 2.º jaquelado de azur y plata, en mantel de azur, con una cabra hispánica al pie de un monte de sinople, en punta ondas de agua de azur y plata. Al timbre, Corona Real Española.
Boletín Oficial de Castilla y León nº 98 de 27 de mayo de 1998

La descripción textual de la bandera es la siguiente:

Bandera cuadrada, de proporción 1:1. Terciada en vertical, 1.º en campo de azur, 2.º en campo blanco y brochante sobre el todo el escudo municipal de Bohoyo, 3.º en campo de sinople.
Boletín Oficial de Castilla y León nº 98 de 27 de mayo de 1998

## Fiestas
- 15 de agosto, La Asunción de nuestra Señora.
- 2 de octubre, día de los ángeles custodios, en Bohoyo San Gabriel Arcángel.[11]